# Gaita

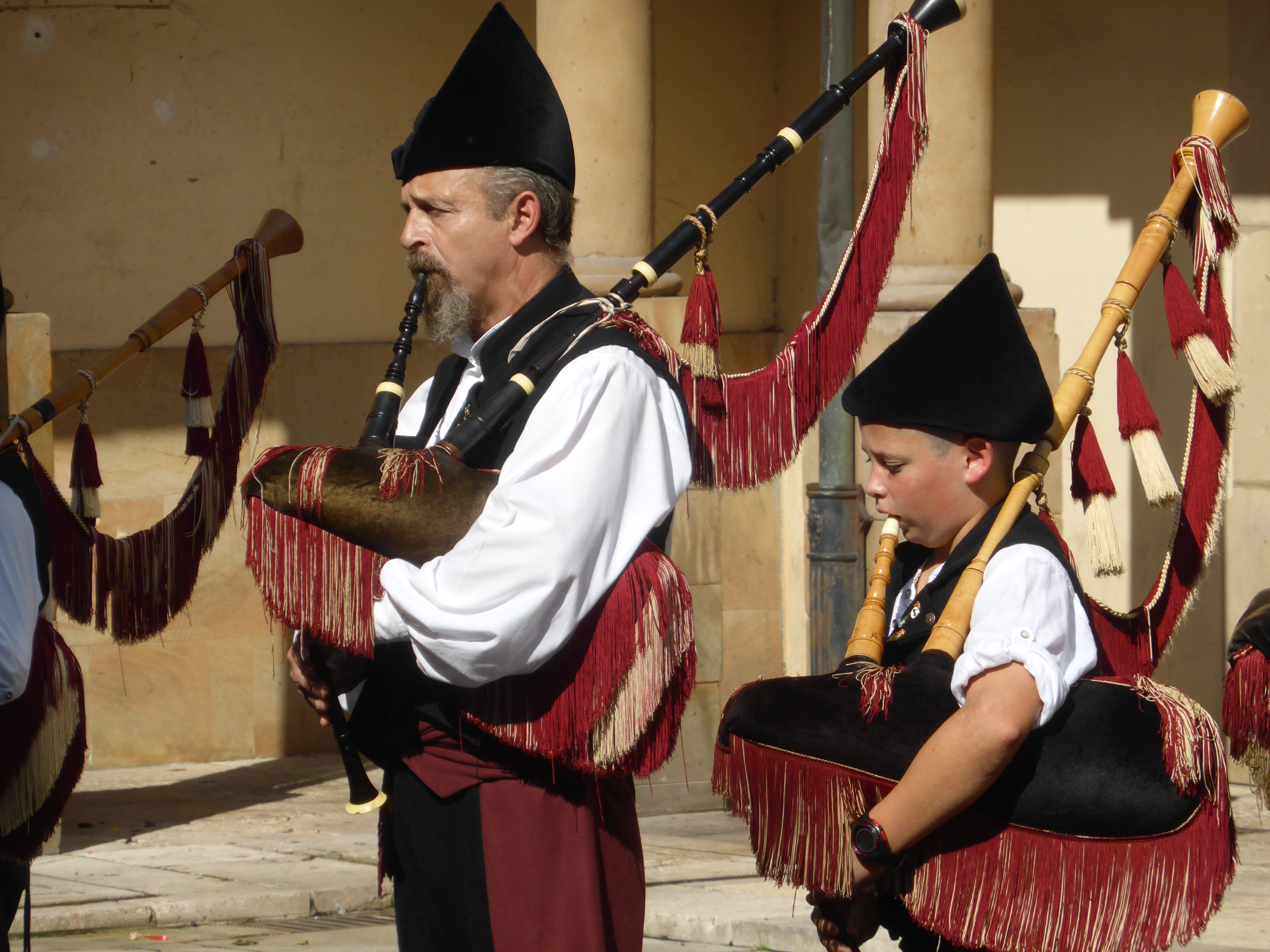
Gaiteros tocando Asturias, patria querida, en Oviedo.

La gaita o cornamusa es un instrumento de viento. Para obtener el sonido, el intérprete almacena aire en un odre o saco soplando a través de un tubo o bien accionando fuelles con un brazo, para posteriormente presionar el odre haciendo que el aire salga por otro tubo dotado de orificios donde se ejecuta con los dedos la melodía.
Su origen es remoto ya que se cree que fue utilizado por los pueblos babilonios, hebreos, romanos y celtas. Existen posibles referencias literarias en textos latinos, pero las primeras representaciones europeas de la gaita se remontan a la Baja Edad Media. A finales del siglo XV perdió popularidad, excepto en las regiones españolas de Galicia, Asturias, Cataluña y Baleares, así como en países como Escocia, Inglaterra, Francia y la Baja Bretaña.
Se trata de un instrumento popular que a lo largo de la historia se ha ido introduciendo en todos los ámbitos sociales, tanto de carácter civil (fiestas, celebraciones) como religioso (misas, funerales) e incluso militar (desfiles, etc.). Como instrumento tradicional, la gaita se encuentra distribuida por numerosos países, incluyendo Escandinavia, las islas británicas, los Países Bajos, Francia, la península ibérica, la península itálica, los Balcanes, el norte de África, Turquía y Oriente Medio. 
Las regiones de España con más tradición y difusión de este instrumento son Galicia, El Bierzo, Cantabria, Zamora y Asturias.
En el País Vasco se denomina gaita al instrumento musical de viento que consiste en un cilindro de madera perforada con forma acampanada en su extremo y provisto de una doble lengüeta de caña, de la misma familia que la dulzaina y el oboe, pero desprovista de llaves. En la provincia de Salamanca, Extremadura y Huelva, se denomina gaita a las variantes locales de la flauta de tres agujeros (gaita charra, gaita extremeña y gaita rociera o gaita). Existen también por la geografía peninsular instrumentos llamados gaita que pertenecerían a la familia de los albogues, como la gaita serrana madrileña o la gaita gastoreña, en el Gastor, en la sierra de Cádiz.

## Etimología
Según Joan Corominas, la palabra "gaita" procede del gótico gaits, término que también utilizan las lenguas del oriente europeo (gida en húngaro, γκάιντα en Grecia o gajda en serbocroata), que significa "cabra", ya que de la piel de este animal se realiza el fuelle de la misma. Por otro lado, otros autores sostienen que proviene del nombre de un oboe de África, especie de dulzaina, llamada al-ghaita, ghaita o gheita.[cita requerida] También se conoce por el término latino cornamusa, concretamente entre aragoneses, mallorquines, italianos y franceses (en francés "cornamuse").

## Descripción y funcionamiento
En su forma más simple consiste en un tubo perforado (puntero), provisto de una lengüeta sonora e insertado en un odre que contiene una reserva de aire. El sonido se obtiene al introducir aire en la bolsa u odre (fuelle o fol) a través de un segundo tubo (portaviento o soplete), por donde ha sido insuflado generalmente desde los pulmones del propio tañedor (gaitero). Este comprime con su brazo el fuelle para obligar al aire a salir a través del puntero y de los demás tubos accesorios al fol (bordones), caso de que los haya, y así mantener estable el tempero, es decir, la tensión del flujo de aire saliente, de manera que se obtenga un sonido constantemente afinado. En la mayoría de las gaitas, el soplete está cerrado por una válvula que impide al aire escapar de nuevo hacia la fuente de donde proviene, aunque no así en todas: el chiboni georgiano, por ejemplo, carece de ella, teniendo que ser obstruido el portaviento mediante la lengua del propio gaitero. También existen gaitas insufladas mecánicamente mediante otro fuelle accesorio en lugar de usar el gaitero directamente sus pulmones; de todo esto se ha de tratar más adelante en este artículo.

## Historia
No se sabe exactamente cuándo apareció la gaita, aunque se conservan pinturas y grabados del Antiguo Egipto en las que se representan a músicos tocando un instrumento muy semejante a la gaita actual. Los antiguos griegos conocían la gaita (askaulos) y entre los antiguos romanos la gaita (tibia utricularis) era el instrumento de la infantería romana, que también tocaba el emperador Nerón.
En Europa no se vuelven a tener referencias de la gaita hasta los siglos IX y X d. C., y fue en la Baja Edad Media cuando la gaita obtuvo gran popularidad en todo el continente, entrando en decadencia a partir del siglo XVIII, aunque sobrevive en el ámbito de la música popular y en zonas tan dispersas, como Asturias, Galicia, León, Aragón, Escocia, Irlanda, Bretaña, Hungría, Italia, Suiza, Suecia, Alemania, Irán, Pakistán, India, etc.

### Antigüedad
Parece que la gaita con puntero de caña doble fue desarrollada a partir de un instrumento similar a la chirimía y coexistió con ella. De hecho existen varias tradiciones musicales que combinaron y combinan la gaita con chirimías e instrumentos similares en Bretaña, Galicia, Ribagorza, Italia e Istria. Se desconoce el momento exacto en que se añadió el fuelle y el roncón a la chirimía. Según algunos autores, las cornamusas con puntero de caña doble (tipo oboe) aparecieron probablemente por primera vez en las regiones provenzales durante la Alta Edad Media. Su extensión al resto del continente y las islas británicas fue aparentemente muy rápida, propiciada por los juglares y músicos occitanos. La iconografía sobre este tipo de instrumentos aparece por primera vez en diferentes áreas de Europa occidental de manera casi simultánea hacia el siglo XIII. Su introducción en el norte peninsular se produjo probablemente a través del Camino de Santiago, hacia occidente, y por el norte de Aragón y Cataluña, y de aquí a Mallorca y Valencia. El primer gaitero gallego sobre el que existe documentación escrita fue el orensano Gómes Mouro que, según consta, fue contratado en diciembre de 1458 por el Ayuntamiento de Orense para amenizar diversos actos.
Las gaitas con punteros de caña simple (tipo clarinete y tipo albogue, especialmente estas últimas) son indudablemente más antiguas. Existe un término arameo sum·pon·yah´ (סומפניה), que aparece en la Biblia en Daniel 3:5, 10 y 15, y que aunque fue traducido como "dulcémele (un instrumento de cuerda) y "sinfonía", en las traducciones modernas también aparece recogido como "gaita" (según Koehler and Baumgartner's Lexicon in Veteris Testamenti Libros le da este último significado; Leiden 1958, p. 1103).
Aparte de varios dibujos y relieves antiguos, grabados en el palacio faraónico de Amarna en Egipto, la referencia escrita más antigua de un instrumento considerado como gaita se produce posiblemente hacia el 400 a. C. cuando Aristófanes, un poeta ateniense, menciona a los gaiteros de Tebas, ciudad enemiga de Atenas en aquella época, y señala que tocaban gaitas (askaulos) hechas con piel de perro y punteros de hueso.
Varios siglos después, Suetonio en su "Vida de los Doce Césares" describe que el emperador Nerón tocó la tibia utricularis en público como castigo autoimpuesto por no ganar un concurso de poesía. Dión Crisóstomo, un poeta romano del siglo I d. C., describió en sus "Oraciones" que el gobernante de su época, posiblemente también Nerón, podía tocar la gaita ("aulein") con su boca y con la axila. De estos testimonios se ha deducido que Nerón podía tocar la gaita de fuelle. Asimismo, también existe una moneda de la época de Nerón que muestra una gaita de acuerdo con la edición de 1927 del Grove Dictionary of Music and Musicians.
En la península ibérica, se han documentado representaciones de gaitas, como en la ciudad hispanorromana de Bracara Augusta (Braga, Portugal).

### Expansión y desarrollo

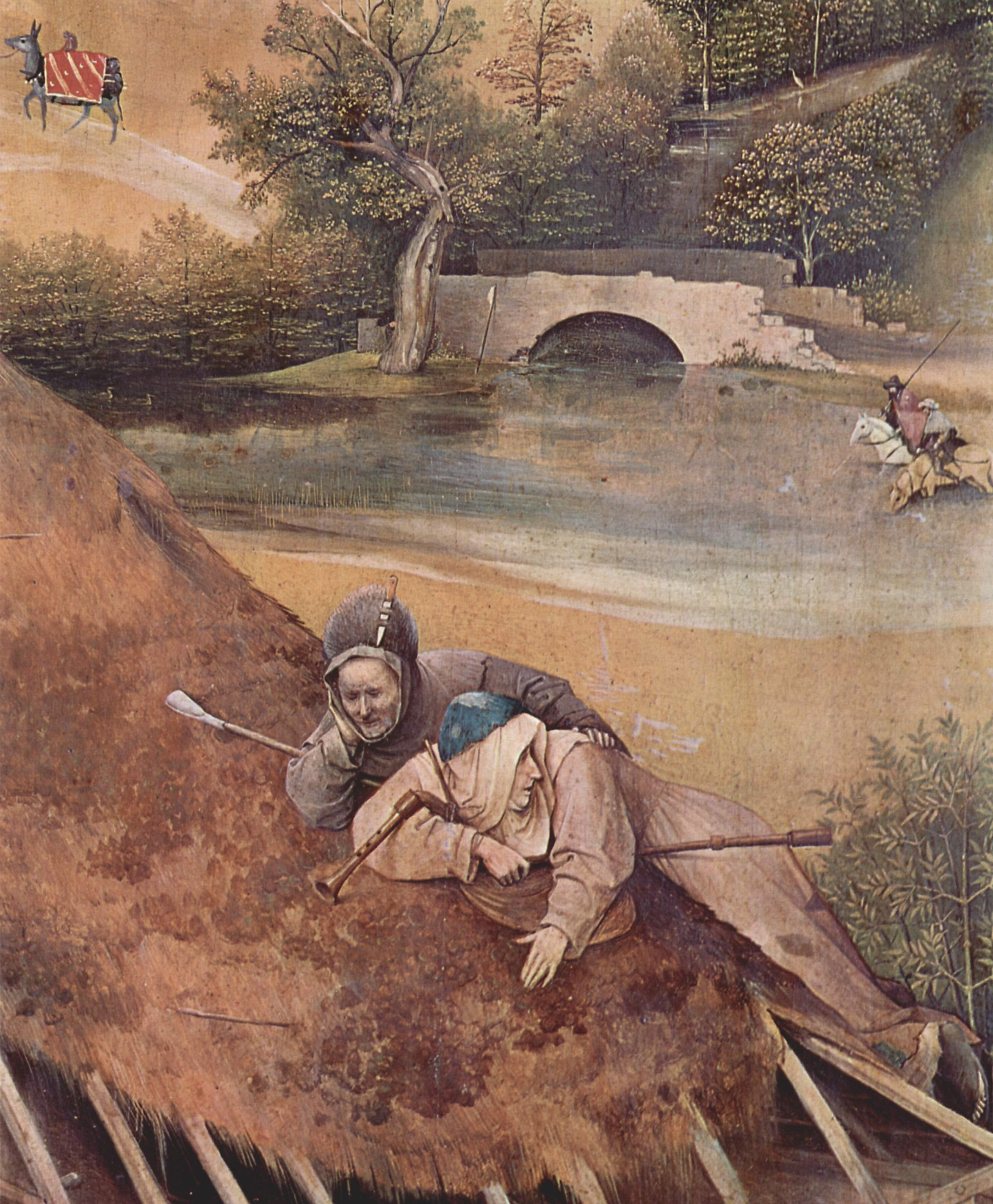
Detalle de la tabla central del tríptico Adoración de los Magos de Hieronymus Bosch que muestra a dos gaiteros.

Antes del siglo XII solo sobreviven unos pocos grabados de pictos, irlandeses y célticos que muestran que durante la Alta Edad Media se siguieron utilizando las gaitas como instrumentos musicales.
Se debate sobre el momento en que las gaitas aparecieron entre los pueblos célticos de las culturas atlánticas, aunque las estatuillas de gaiteros en varios yacimientos arqueológicos de época romana sugieren que posiblemente fueran los romanos quienes las introdujeron. En Irlanda no aparecen referencias escritas hasta entrada la Edad Media y los grabados mencionados se remontan al siglo VIII.
La popularidad de las gaitas y chirimías comenzó a partir del siglo XII, posiblemente en relación con el esplendor y desarrollo musical de varios lugares de Europa. Muchos modelos de gaita empezaron a desarrollarse durante esta época. Se dice que Robert the Bruce, rey de Escocia, partió a la batalla de Bannockburn (1314) acompañado de gaiteros.

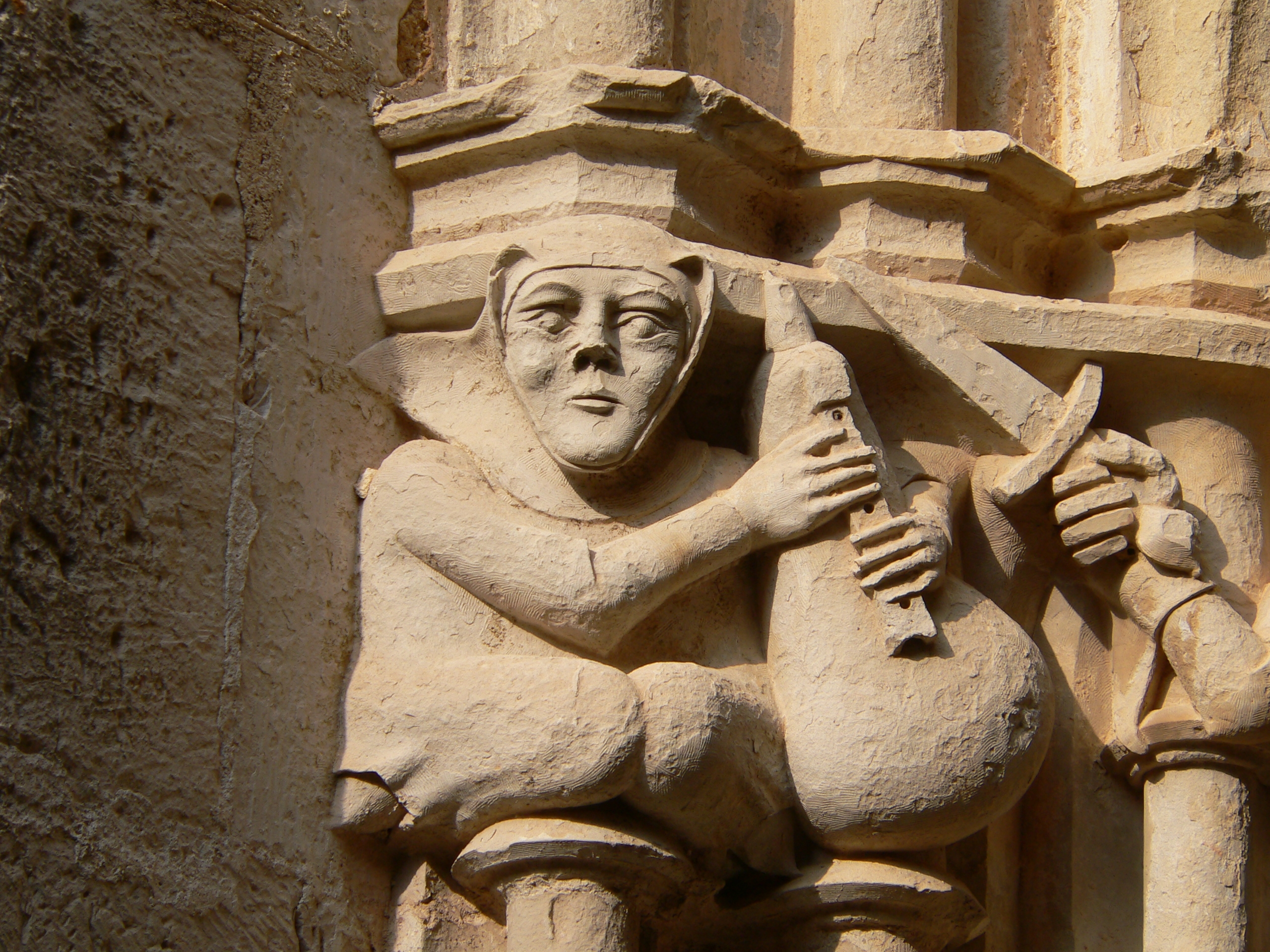
Gaitero medieval en el monasterio de Santas Cruces.

Los modelos conservados de gaitas anteriores al siglo XVIII son extremadamente raros. Sin embargo, se conservan numerosas pinturas, dibujos, grabados e ilustraciones manuscritas. Las divergencias entre los modelos suelen ser enormes, pero parece que los fabricantes de gaitas de la época eran en su mayor parte mercenarios o artesanos de la madera con conocimientos musicales y artesanales muy rudimentarios.
El papel de la gaita en la música varió sensiblemente de lugar a lugar, pero en Bulgaria se dice que "Una boda sin gaita es como un funeral" y en Bretaña es un elemento muy popular en los festivales religiosos. También en Bretaña y en las islas británicas se convirtieron los gaiteros en parte de los ministriles itinerantes, actuando como mensajeros y extendiendo noticias y música por dondequiera que viajaran. Los gaiteros comenzaron hacia el siglo XVI a desplazar en Escocia a los arpistas, los principales músicos célticos desde época romana. En 1760, Joseph MacDonald escribió en Escocia Compleat Theory, el primer estudio serio de gaita y música de gaita. En Inglaterra, William Dixon ya había escrito un manuscrito en la década de 1730 referente a la música de las "border pipes", muy similares a las gaitas escocesas modernas, pero que constituyen un modelo distinto. Dixon recogió muchas melodías populares que posteriormente serían reimpresas en otras obras semejantes. A comienzos del siglo XIX, John Peacok coleccionó muchas de las melodías de Dixon en su selección de música de gaita.
Sin embargo, a medida que la música clásica occidental se desarrollaba, tanto en términos de sofisticación musical como de tecnología instrumental, las gaitas de muchos países perdieron popularidad en las orquestas, desapareciendo generalmente hasta el siglo XX.

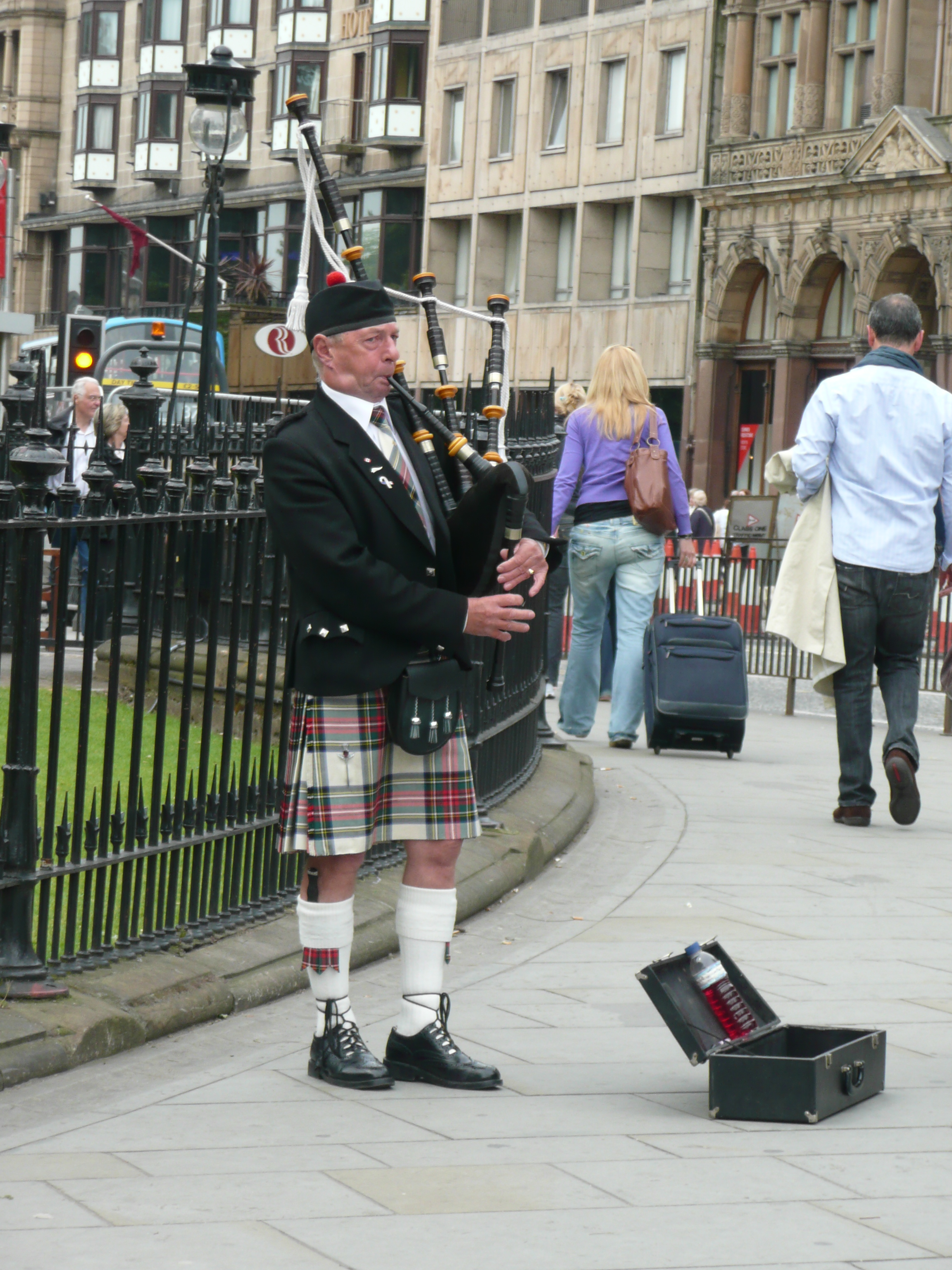
Gaitero escocés actuando en Edimburgo.

### Historia reciente

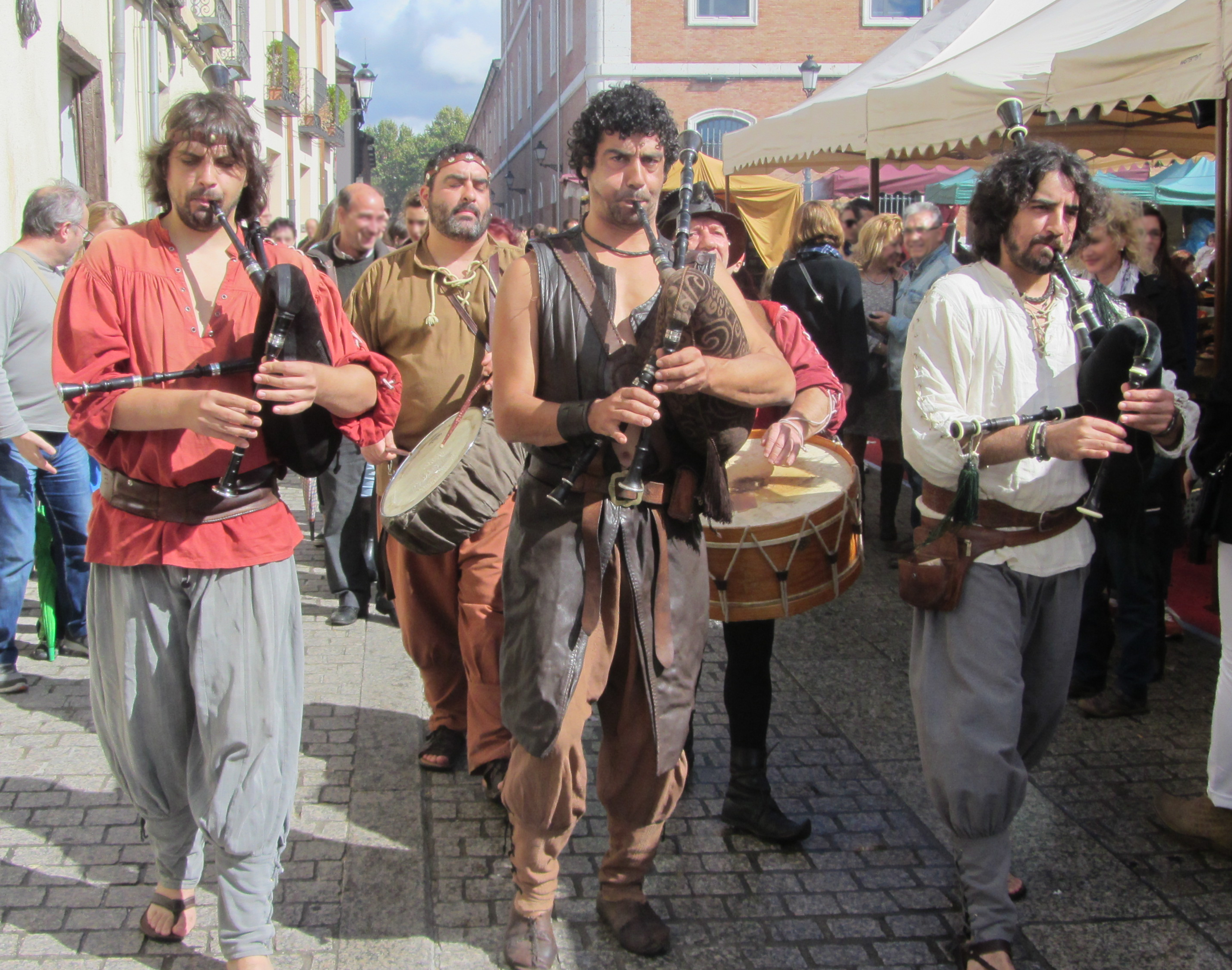
Gaiteros en el mercadillo medieval de Alcalá de Henares.

Con la expansión del Imperio británico, también se difundió la gaita escocesa ("Great Highland Bagpipe") a través de los soldados y emigrantes de origen escocés. Sin embargo, el resurgimiento de la gaita escocesa y de otros modelos puntuales fue excepcional y puede decirse que hasta después de la Segunda Guerra Mundial, muchas tradiciones de música popular de gaita entraron en decadencia y comenzaron a ser desplazadas por instrumentos de tradición más clásica, como el violín y posteriormente por el gramófono y la radio. La gaita sobrevivió en la música tradicional y en algunos grupos cerrados, como por ejemplo las fuerzas policiales de Escocia, Canadá, Australia y Estados Unidos (aunque no muy extendida), así como bandas folklóricas y populares. Progresivamente fue recuperando otros ámbitos, como funerales militares, civiles, bodas, bailes, fiestas y romerías.
La gaita experimentó un cierto renacimiento desde la Segunda Guerra Mundial, fomentado por la popularidad de la música y los bailes folklóricos, que salvó de la desaparición muchos modelos de gaita que en siglos anteriores habían sido especialmente populares. En Gran Bretaña surgió el concepto de pipe band y en Bretaña de bagad. En España se utiliza el término de "banda de gaitas".
En los países anglosajones, el músico de gaita es conocido como bagpiper o piper, y de hecho existe el apellido Piper en estos países. Otros términos europeos son pfeiffer (alemán), gaiteiro (gallego/portugués), gaiteru (asturiano, montañés), gaitero (castellano), dudák o gajdar (checo), dudás, sipos o gajdos (húngaro), gaitatzís (griego), gaidar (búlgaro/ruso: Гайдар), cimpoi (rumano) y dudziak (polaco).
A finales del siglo XX se inventaron varios modelos de gaita electrónica. La primera gaita MIDI fue desarrollada por el gaitero asturiano José Ángel Hevia.
Algunos modelos electrónicos permiten al músico seleccionar el tono de varias gaitas diferentes, así como las claves. Aunque todavía no son muy utilizadas debido a limitaciones técnicas, su uso se está extendiendo como instrumentos de prácticas, ya que su sonido puede ser silenciado y conectado a auriculares.
El Museo Pitt Rivers en Oxfordshire, Reino Unido, contiene una colección de gaitas de todo el mundo. Un museo similar es el Museo de la Gaita en Gijón, Asturias, donde también se muestran varios modelos internacionales.

## Tipología básica

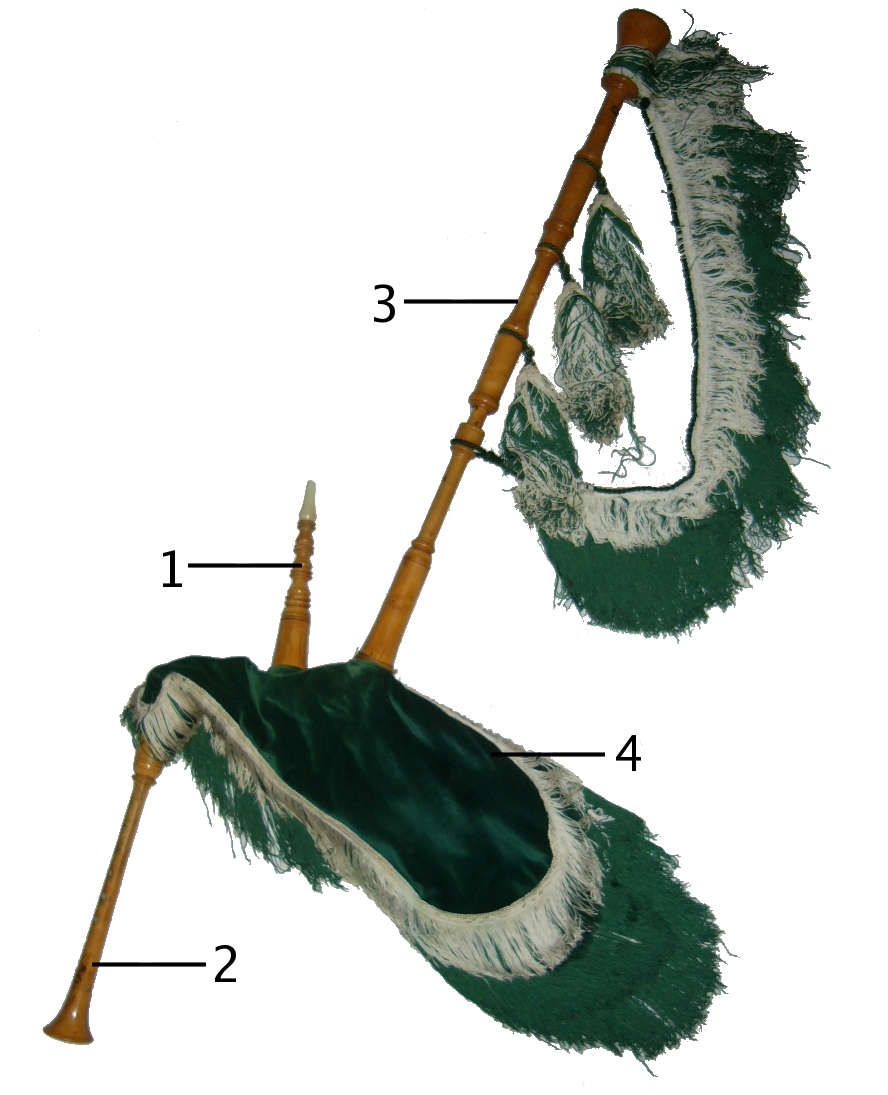
Gaita asturiana, despiece:
1. Soplete
2. Punteru (puntero)
3. Roncón (bordón bajo)
4. Fuelle

A pesar de su enorme diversidad regional, las gaitas suelen dividirse en dos grandes grupos, según la morfología básica del puntero melódico, cilíndrico o cónico, y el tipo de caña o lengüeta vibrante que produce el sonido, que puede ser simple o doble. Estas diferencias son realmente importantes pues representan dos maneras muy distintas de la producción y modulación del sonido.

### Puntero cilíndrico y caña simple
También llamados de "tipo clarinete", el sonido que producen es menos potente que en el siguiente tipo, aunque más dulce. Es el tipo que aparece en las gaitas de Europa oriental (Bulgaria, Macedonia, Croacia, Hungría, Estonia, etc.), en Suecia y en Gascuña (Francia). Algunas gaitas balcánicas poseen punteros de este tipo realmente complejos, dobles e incluso triples, es decir, con dos o tres cañas sonoras. También llevan punteros cilíndricos las llamadas gaitas primitivas (Creta, Turquía, Túnez, Malta, Georgia, etc.), que suelen estar hechos de caña. En este caso se habla de punteros de "tipo albogue". Suelen ser dobles.
Las gaitas de estos tipos suelen tener una procedencia rural o pastoril.

### Puntero cónico y caña doble
Llamados de "tipo oboe". El sonido es producido por una caña doble o "palleta", siendo este mucho más potente y estable. Los punteros de tipo oboe son mucho más difíciles de construir que los cilíndricos, al tener un orificio interior cónico. Su construcción ha de realizarse por artesanos especializados, lutiers. Por este motivo, se cree que son de aparición más reciente, en un ámbito urbano y cortesano.
A este grupo pertenecen las gaitas de Europa occidental, desde las islas británicas a la península ibérica, Francia, Alemania, etc.

## Gaitas de la península ibérica
En la península ibérica pueden encontrarse hasta seis tipos diferentes de gaita, organológicamente hablando, aunque pertenecen a diferentes familias según su técnica constructiva y su morfología. Por supuesto, esto no quiere decir que todas ellas tengan la misma vitalidad ni el mismo número de practicantes. Serían las siguientes:

### Galicia, Zamora, León y Portugal

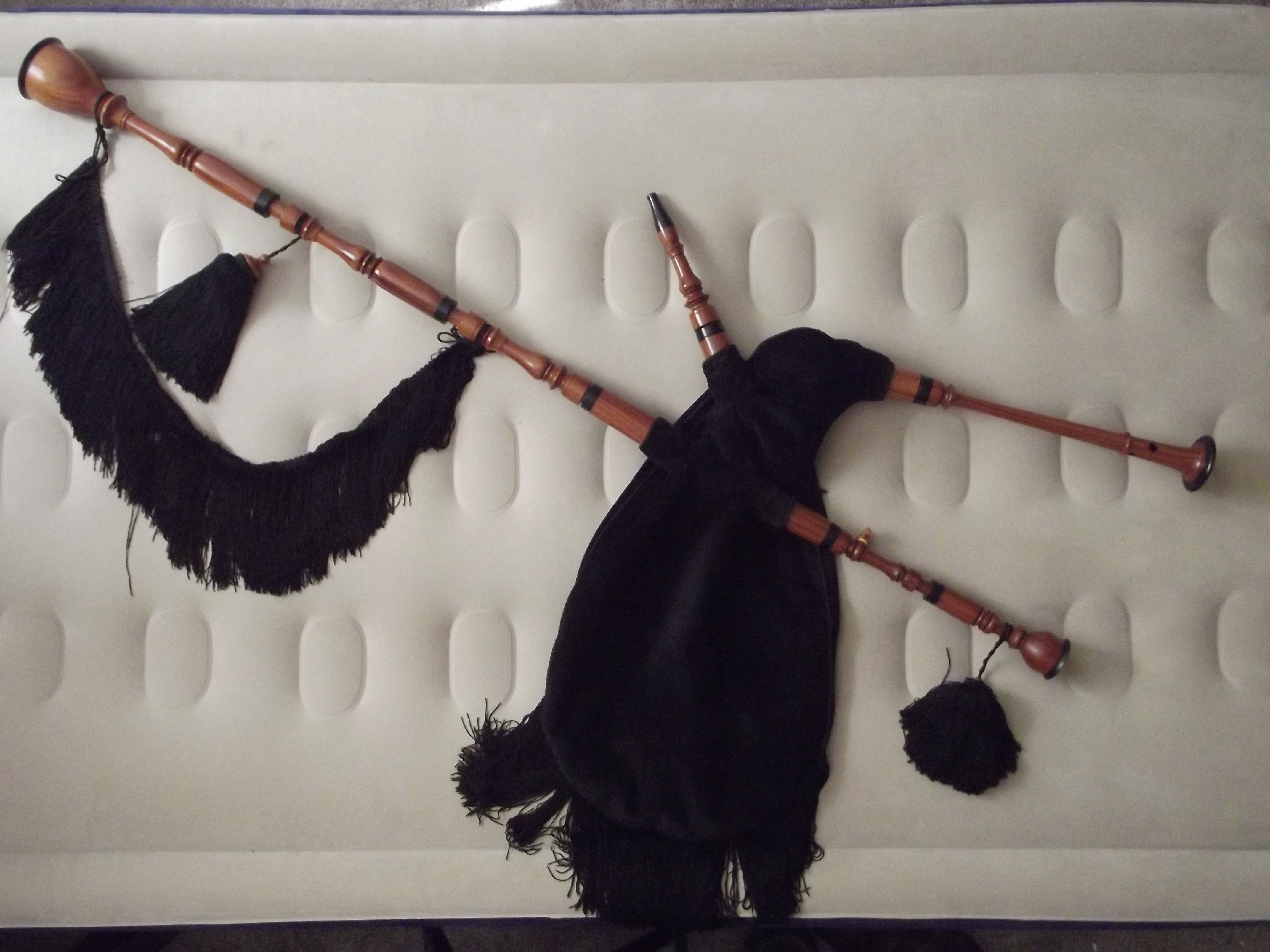
Gaita gallega típica, con bordón tenor o ronqueta y sin chión.

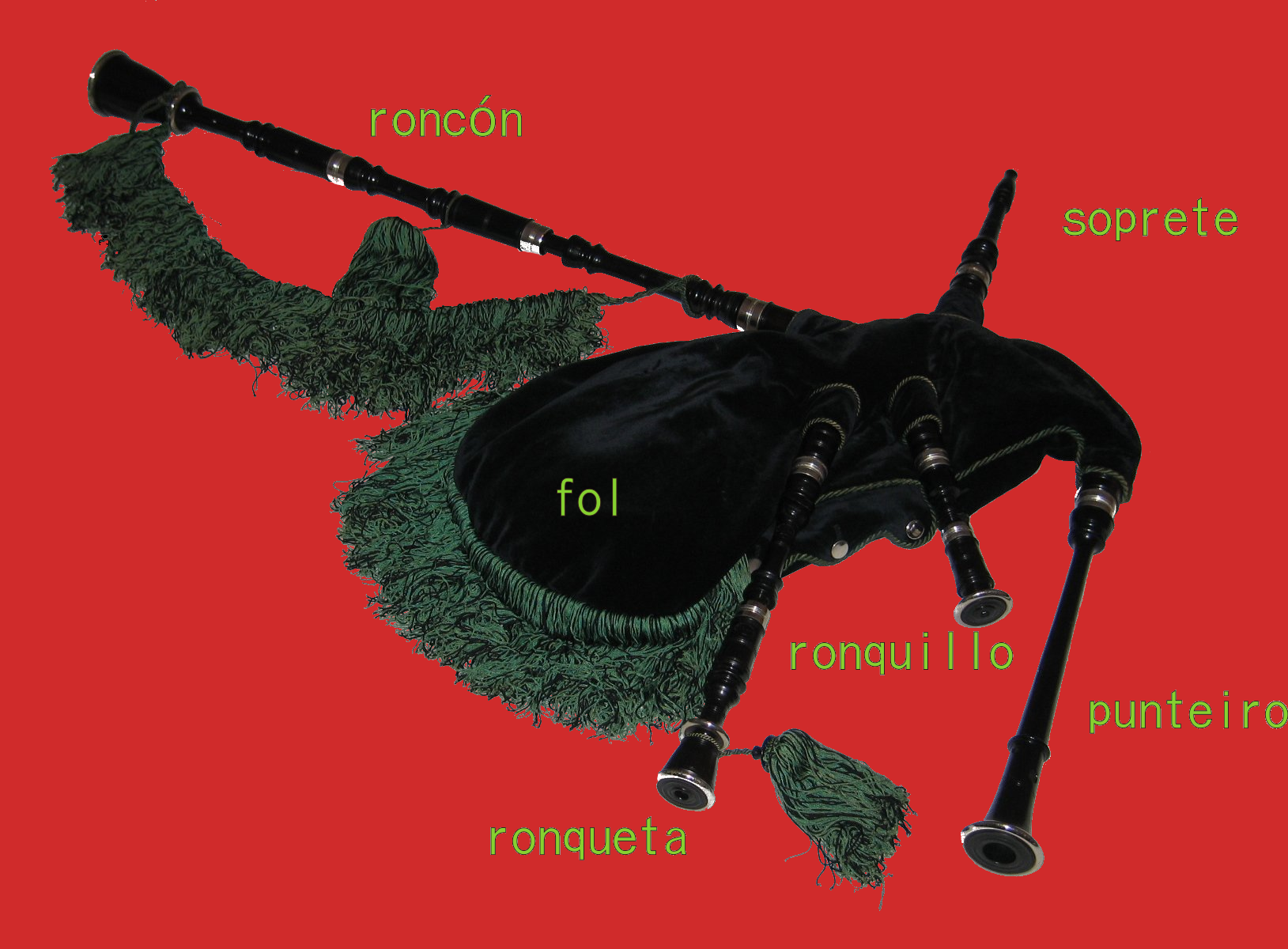
Gaita gallega con chión (al que llama ronquillo), mostrándose sus piezas principales.

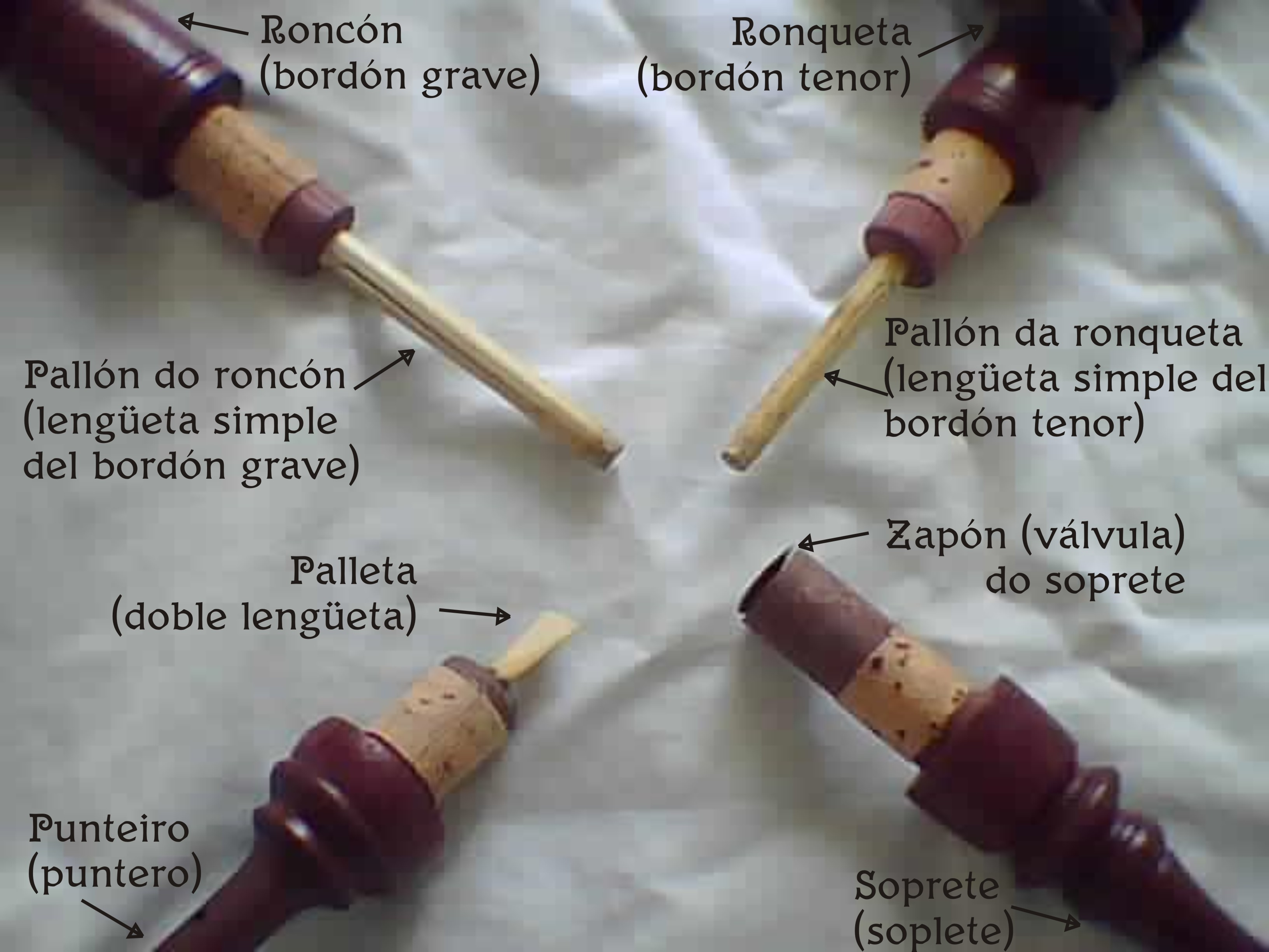
Detalle del mecanismo sonoro de la gaita gallega.

La gaita gallega presenta un tubo melódico (punteiro) y uno o varios bordones (ronco o roncón, ronquilla o ronqueta, y chillón o pieiro). Aunque antiguamente se construía y tocaba de acuerdo con una digitación semicerrada, entre finales del siglo XIX y comienzos del XX empezó a ser modificada, de modo que hoy funciona con una digitación abierta similar a la de la flauta dulce. Se obtienen alteraciones mediante la digitación cruzada u "horquillas", aunque aún es posible encontrar viejos ejemplares con digitación cerrada ("de toque pechado") y otros de digitación abierta pero diatónicos. La lengüeta del punteiro, llamada palleta, es doble, montada sobre un tubo metálico llamado tudel, y el taladro de este es cónico, como en todas las demás gaitas ibéricas. La extensión es por lo general de una octava más una nota por debajo de la tónica, aunque algunos constructores han conseguido aumentarla varias notas más en la segunda octava en época reciente. El repertorio tradicional más antiguo recopilado no hace uso de tales notas de la segunda octava, lo que demuestra que no era posible producirlas. 
El roncón y en su caso la ronqueta son tubos cilíndricos de diámetro en aumento en las sucesivas piezas, y funcionan con una lengüeta simple llamada pallón. El roncón se afina dos octavas por debajo de la tónica del punteiro, mientras que la ronqueta está en la octava intermedia. Se usa en Galicia, y se ha extendido su uso en el último siglo a algunas partes de León –fundamentalmente a El Bierzo–, si bien en el Oeste del Bierzo ya era habitual tradicionalmente, y en menor medida a la zona de Maragatería, (Omaña, Astorga, Órbigo, comarca de Cabreira y la Valdería) y en general a toda la provincia de León, desplazando en todas esas zonas a su compañera arcaica y tradicional denominada de tipo leonés (sanabresa en Zamora), cabreiresa en la zona de la sierra Cabrera (entre las provincias de Zamora y León) debido a su afinación, pudiendo ser utilizada para las modernas bandas de gaitas. En Cabreira todavía podemos encontrar unas danzas antiguas tocadas con la gaita leonesa, Moisés Liébana, el grupo "Son del cordel" la utiliza, y Francisco Pozuelo toca y construye en afinación tradicional y moderna. En Zamora, en la zona noroeste de la provincia, en Sanabria no se usa la gaita gallega, sino solo la sanabresa (de tipo leonés), así como en la comarca de Aliste en la misma provincia de Zamora se usa la alistana (también de tipo leonés). El uso de la gaita de tipo leonés mantiene mayor vigencia en Sanabria, Aliste y La Cabrera junto con la provincia de Trás-os-Montes en la zona más al nordeste de Portugal, y es construida por Leovigildo Santamaría.
En casi todo el centro y norte del occidente de Portugal –desde el río Miño a Setúbal– su presencia es también muy antigua, habiendo bastantes registros medievales de la existencia de gaiteros. Se evidencian cinco grandes regiones con tradiciones da gaita gallega en Portugal: entre Douro y Minho, Beira Litoral, Ribatejo, Estremadura y Alentejo Litoral. En la zona de Trás-os-Montes sigue utilizándose la de tipo leonés, como hemos explicado antes. 
Los instrumentos tienen diversas denominaciones en gallego y portugués: gaita, gaita galega, gaiteiro, gaita de fol y gaita de foles.
Una gaita completamente diferente existente también en Galicia, concretamente en el Bajo Miño, es la gaita rosca. Fue descrita recientemente por el etno-musicólogo Pablo Carpintero quien además constató que todavía se sigue construyendo. Es una gaita muy sencilla, rústica, sin roncón y cuyo puntero cilíndrico suena con caña simple. El puntero es rematado con un cuerno de becerro que actúa como amplificador del sonido.

#### Liga Gallega de bandas de gaitas
Cada año se lleva a cabo un campeonato nacional de bandas de gaitas, donde compiten bandas de todo el territorio español. Hay diferentes categorías denominadas grados pasando por primer grado, segundo grado, tercer grado y cuarto grado. El nivel exigido aumenta según las bandas van subiendo de categoría, considerándose el primer grado el mayor nivel.
Participan en esta competición bandas de gaitas, tipos de agrupaciones no tradicionales, que no obstante se sirven de temas técnicas e instrumentos tradicionales.
Se puntúa sobre 100 y está dividido en cuatro premisas siendo cada una de 25 puntos: 
- Estética
- Afinación
- Conjunto
- Percusión

Valorándose en todo momento por ejemplo: la afinación de conjunto, la estética uniforme, la dificultad de los arreglos y la calidad de la percusión. No se valoran instrumentos no propios de este tipo de agrupaciones (que incluyen gaitas, tambores redoblantes o de alta tensión, mal denominados escoceses, de origen estadounidense, timbales tenores y bombo), inclusión de temas extranjeros o tipo de gaita o percusión utilizada, siendo campeonas en ocasiones Bandas de equipación tradicional.
Según la categoría en la que se encuentren se les exigirá un tiempo mínimo y máximo de duración de la actuación, así como tipos diferentes de temas a interpretar (xota, muñeira, alborada, alalá...)
En varias ediciones de esta competición no se ha permitido la interpretación de temas no gallegos, como en la XX edición celebrada en 2009-2010.
En cada grado, suben al nivel superior las cuatro bandas que obtengan la mayor puntuación y descienden las cuatro que tengan menor puntuación.
Los tipos de gaitas utilizadas suelen ser la gaita gallega y la asturiana, y predominan las modernas gaitas con payones y fuelles sintéticos, tres roncones (un bajo un tenor y un barítono, a diferencia de las gaitas escocesas) colocados en vertical. Por tener los roncones colocados en vertical y valorarse la uniformidad en estas bandas, existe un debate iniciado por grupos tradicionalistas como el CDG que acusan a estas bandas y campeonatos de dañar y tergiversar su tradición y de seguir el modelo del pipe band escocés, alegando la estética uniforme ("marcial"), y el uso de gaitas "marciales", las gaitas con tres roncones colocados en vertical. Los defensores de las bandas afirman que las gaitas con tres roncones, si bien no son las más comunes en Galicia, sí son tradicionales, salvando la colocación de los roncones que en la gaita gallega tradicional suele ser horizontal (no así en la gaita asturiana, siempre en vertical). Explican además que las similitudes que pueda haber con las bandas escocesas son fundamentalmente estéticas y que los punteros y roncones, así como todos los elementos sonoros son tradicionales gallegos o asturianos exceptuando leves cambios en la colocación.
Los tradicionalistas acusan a las bandas de gaitas de ofrecer una imagen falsa de las tradiciones gallega y asturiana y sentir complejo por su propia cultura, imponiendo la estética escocesa. Por su parte, estas bandas aducen que en realidad no son agrupaciones estrictamente tradicionales aunque utilizan instrumentos tradicionales modificados para mejorar cualidades como afinación y estabilidad y temas tradicionales armonizados. Acusan por su parte a los tradicionalistas de temerles sin motivo, ya que según ellos ambos aspectos, bandas y tradición, si bien son diferentes no están reñidos.

### Asturias-Cantabria y León
En Asturias, este instrumento goza de gran tradición hasta el punto de que a partir de 2011 ha sido invitada  a ser miembro permanente en el famoso desfile de San Patricio de Nueva York con su banda de gaitas. La gaita asturiana es de mayor tamaño que la gallega para la misma tonalidad, es decir, sus tubos son más largos. Consta también de un tubo melódico llamado punteru, que funciona con una lengüeta doble, llamada payuela o pajuela, pero de menor tamaño que la palleta gallega. Respecto a la gallega, como la frecuencia de partida de la misma es más alta, unido a la diferente distribución de los orificios digitables en el punteru, la extensión sube fácilmente hasta la cuarta de la segunda octava tan sólo con incrementar la presión del aire, lo que ejecuta el gaitero apretando con más fuerza la bolsa con su brazo (requintar). Tradicionalmente sólo consta de dos tubos sonoros, el punteru y el bordón, llamado roncón. Sin embargo, hoy en día es frecuente verlas con un roncón tenor, llamado ronquín, afinado en la octava intermedia, como la ronqueta gallega, sobre todo en bandas de gaitas.

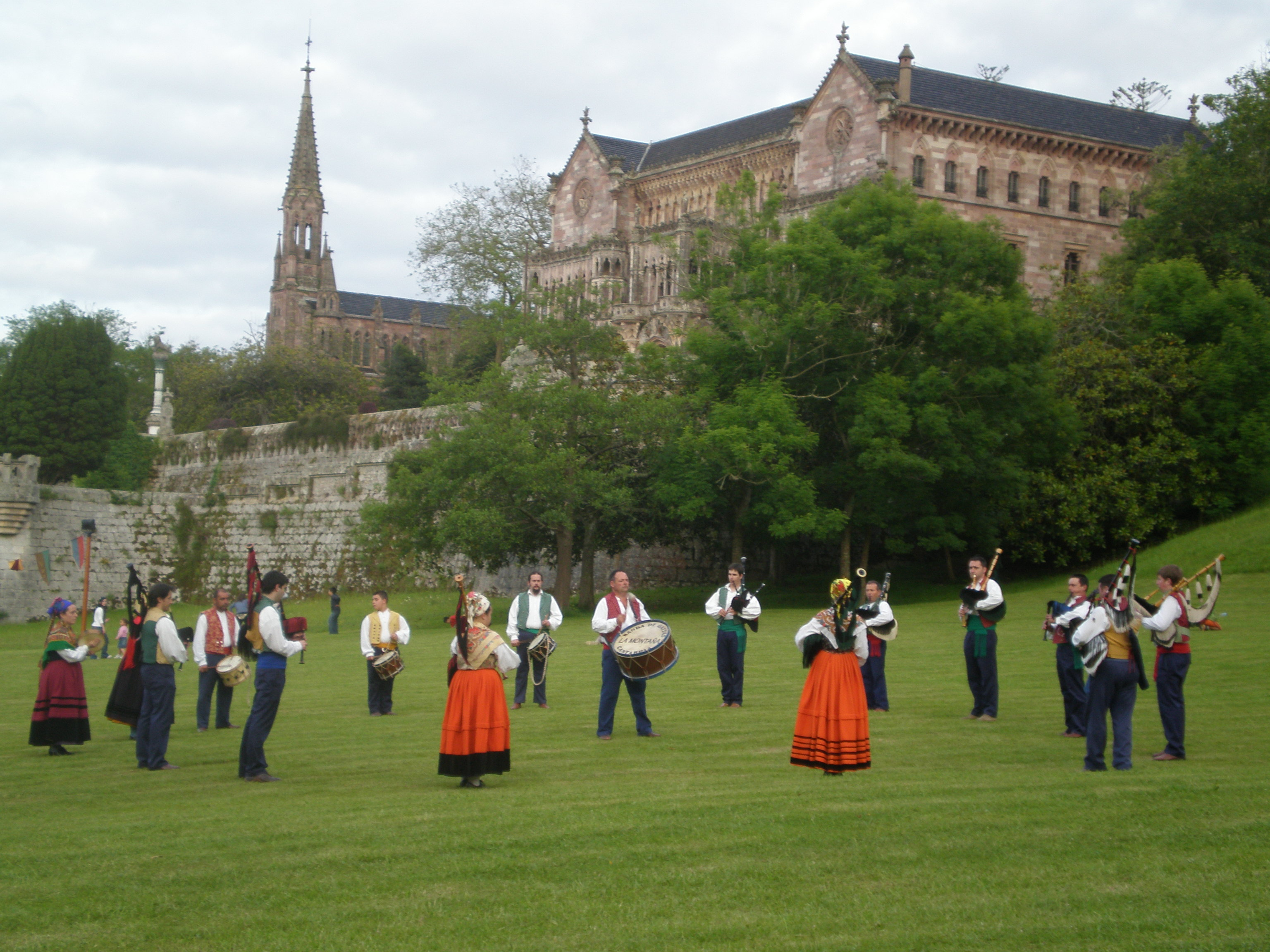
Banda de gaitas en Cantabria.

Al menos desde finales del siglo XIX, la gaita asturiana ha estado presente en toda la mitad occidental de Cantabria a través de la figura del gaitero en solitario o acompañado de tambor. Pese a no haber tenido tanta importancia como en Asturias, al gozar de mayor predicamento y aceptación en las romerías montañesas el "pitu montañés", que en el siglo XIX desplazó a la gaita y a otros instrumentos tradicionales de la región, la gaita conocida como asturiana está incluida en la identidad musical de la comunidad autónoma de Cantabria. En la actualidad las escuelas de folclore cántabras incluyen el aprendizaje de la gaita, lo que ha originado la formación de gran cantidad de bandas. Así, la presencia de este instrumento se ha extendido a finales del siglo XX y comienzos del XXI desde la mitad occidental al resto del territorio cántabro. 
En la parte occidental del Principado conviven la gaita asturiana (Cangas del Narcea, Degaña, etc) y la gallega (Los Oscos, Ibias, Taramundi, Vegadeo). La influencia gallega dio lugar a grupos de gaitas, a diferencia de la pareya de gaita y tambor del centro y el oriente de Asturias. Estos grupos usaban tanto gaita asturiana (Son d' Arriba, Aires de Valdés) como gaita gallega (Aires de Suarón, Os Quirotelvos). Normalmente en ambas formaciones se incluía clarinete, caja y bombo.

### Aragón

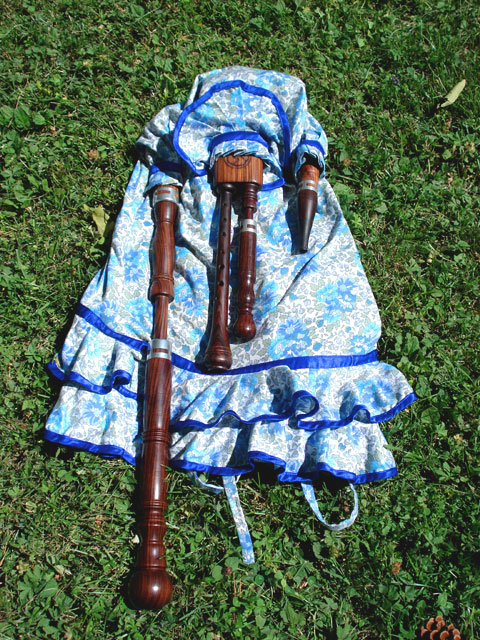
Gaita de boto aragonesa.

En Aragón existe un tipo de gaita llamada gaita de boto. La gaita de boto consta de un odre para almacenar aire (boto), un soplador o bufador para llenar el boto de aire y tres tubos sonoros: el clarín (equivalente al puntero), el bordón (equivalente al roncón) y la bordoneta (de constitución análoga al bordón, pero produciendo una nota una octava más aguda). El boto es tradicionalmente de piel de cabra y generalmente de gran volumen. Son particulares de esta gaita la colocación de los bordones (la bordoneta paralela y junto al clarín y el bordón bajo el brazo del gaitero), la vestimenta de la gaita (similar a un vestido de niña), los refuerzos de estaño o cuerno de los bordones y la utilización en ocasiones de piel de culebra para forrar cualquiera de sus tubos sonoros. El clarín admite digitación abierta y semicerrada. Lo habitual es tocarla en tonalidad de Do (tanto mayor como menor), ya que el rango de notas que produce el clarín va desde un Si hasta un Do una octava más agudo.
Pese a su casi desaparición en la década de los setenta, actualmente existe un número creciente de gaiteros aragoneses.

### Tras-os-Montes, León y Zamora;gaita leonesa,sanabresa,cabreiresayalistana
Un tercer tipo de gaita es común al norte-noreste de Portugal y algunas zonas adyacentes de las provincias de León y Zamora (comarcas de Cabreira, Bierzo, Maragatería, casi hasta Órbigo era común en León; Sanabria, Carballeda, Aliste, Tábara y Tierra del Alba en Zamora donde más se mantiene, aunque su extensión pudo ser mayor). Hace no tanto, a mediados del siglo XX también se tocaba en Las Arribes de Salamanca y la zona de Fermoselle, al oeste de Sayago, provincia de Zamora.
Su digitación es abierta, afinación tradicional, su forma y potencia de sonido le hacen parecerse a la asturiana, aunque no se toque pechada. Posee una lengüeta ancha que recuerda más a una asturiana pero a mayor escala. Su factura es más grande y con más madera. Posee una perforación interna más ancha que sus congéneres de Galicia y Asturias, no produce alteraciones (ni existen en su repertorio tradicional), y la principal característica diferenciadora es su escala modal, con microtonos a medio camino entre el bemol y el becuadro, especialmente en los grados 3º y 7º, y a veces también en el 6°. En Portugal se la denomina actualmente gaita trasmontana o mirandesa, mientras que al otro lado de la frontera se le suele llamar gaita sanabresa, alistana, cabreiresa, pero por su zona cultural y comarcal de expansión podría llamarse gaita leonesa. Por lo general, se le denomina en ambos países como gaita de fole (de fuolhe o fuelle) o fole simplemente. Erróneamente se confunde con la gaita zamorana, que no es más que la denominación que algunos quieren hacer pasar por popular para la zanfona en Zamora. En la banda portuguesa podemos encontrar punteros con escalas mayores y menores, regla general en vuelta de afinaciones de Si, Sib, Sibm, La y Do.

### Salamanca y Extremadura
En Salamanca se constata la existencia de la gaita de fuelle hasta los años sesenta del pasado siglo como instrumento popular. El último obrador murió el año 2000 (Francisco Muñoz, de Vitigudino). (No confundir con la gaita charra de gran impulso desde el siglo XIX, que es una flauta de tres agujeros.). 
En el sur de Salamanca se encuentra documentado en los libros parroquiales de La Alberca, el uso de gaita de odre al menos en los siglos XV y XVI. 
En Extremadura, y concretamente en el municipio de San Martín de Trevejo, se constata en fuentes documentales del siglo XVIII el pago municipal de los servicios del Gaiteiro, para hacer frente a la compra de un "Barquiño" (odre) para sustituir en la gaita municipal. Documentos medievales sitúan la gaita de fuelle en toda la actual línea fronteriza de España y Portugal hasta el mismo Algarve.
Es probable que esta gaita de San Martín, como así lo es la de Salamanca, sean parientes de la gaita mirandesa-zamorana (afinadas en do, palletas anchas, perforaciones interiores de mayor diámetro, etc.), aunque con la particularidad de disponer el roncón tumbado y no sobre el hombro.

### Cataluña
En Cataluña existe el "sac de gemecs", cornamusa que recibe también muchos otros nombres en el territorio catalán ("cabreta", "museta", "coixinera", etc.). Consta de "grall" (punteiro), "bufador" (soplete), "odre"/"sac" (fol) y tres "bordons" (roncos) unidos en una misma pieza que cuelga por dalente, el "braguer". Está en la tonalidad de Do, abarcando una escala diatónica de Si2 a Do4, aunque los modelos actuales desarrollan una octava y media cromática con posiciones "forcades", es decir, sin recurrir a la oclusión parcial de agujeros. Por lo tanto, su extensión total actual es de Si2 a Fa4. Los roncos están en Do2 (bajo), Sol2 (barítono), Do3 (tenor). El grall cónico emplea caña doble, mientras que los bordons usan cañas de lengüeta simple.
En el Valle de Arán se ha recuperado recientemente el Bot aranés. Es una gaita sencilla, sin roncón y con puntero cilíndrico que suena con caña simple. Junto con la gaita rosca gallega es una de las dos únicas gaitas con punteros cilíndricos y caña simple de la península ibérica. El sonido es muy grave pero dulce. Su reconstrucción fue encargada por el gobierno aranés al lutier Cesc Sans y numerosos intérpretes, como Es Corbilhuèrs, han devuelto al valle el sonido de un instrumento hasta ahora extinguido.

### Mallorca
En la isla de Mallorca existe un tipo de cornamusa (gaita) propia llamada "Xeremies" (en plural). Se trata de una cornamusa que aún mantiene una morfología un tanto antigua. 
En un brazo se sitúa el "bufador", que sirve para insuflar aire al fuelle. En el otro brazo se coloca el "grall" (punteiro). En la cabeza se colocan la "trompa" y los "fillols"; la "trompa" es el roncón y los "fillols" se llaman así cuando están tapados y no pueden producir sonidos –en caso de que éstos produzcan algún sonido se les llama "bordons"–. La otra mitad de la piel se ata para evitar que pierda aire, consiguiendo de esta manera un "sac" (saco) o fuelle.
Como en las otras cornamusas, el intérprete debe insuflar aire al fuelle para que el instrumento tenga suficiente presión como para hacer sonar la "trompa" y el "grall". Constantemente se ayuda presionando con el brazo contra el fuelle para evitar que el aire pierda presión.
El "grall", igual que el puntero, suena debido a la "canya", una doble caña (palleta) que, al vibrar por el paso del aire, produce sonido. Básicamente puede sonar una octava, desde el Si2 hasta el Do4, pudiendo octavar hasta el Sol4 a base de aumentar la presión en el "sac" (las notas octavadas suenan forzadas, apenas se utilizan). No suelen emplearse notas alteradas, sólo el Sib y el Fa#, no siendo éstas muy habituales. Las demás notas alteradas suenan bastante forzadas, por lo que prácticamente no se utilizan.
La "trompa" es la más larga de los tres "bordons", suena gracias a una "bruma" (caña) que, igual que el roncón, hace vibrar el aire y produce el sonido. Suele estar afinada en Do o Do#, un "bordó" en Sol o Sol# y el otro octavando el Do o Do#.
Hace pocos años, las "Xeremies" o la "Xeremia" (indistintamente, puede decirse en plural o en singular) estaban afinadas en Do#, actualmente coexisten con las afinadas en Do natural (cada día más frecuentes).

### Otros instrumentos denominados "gaita"
El término "gaita" tiene, en muchos lugares de la península ibérica, el significado genérico de instrumento de viento, no necesariamente restringido al instrumento con fuelle. Su uso se ha extendido también a Sudamérica.
A continuación hay una lista de otros instrumentos también denominados como gaita:
- En Brasil: se refiere a la armónica o al acordeón.
- En Andalucía: la gaita gastoreña, instrumento de la familia de los albogues que es similar a la alboka vasca, pero con un solo tubo sonoro.
- En pueblos de la sierra de Guadarrama (Madrid): la gaita serrana (similar a la anterior).
- En Asturias: la gaita de Sigüencu, un albogue mucho más simple.
- En muchos lugares de Aragón: la dulzaina.
- En el Alto Aragón: la gaita de Graus, que es también un oboe tradicional.
- En Navarra: la gaita navarra: un tipo de dulzaina.
- En Extremadura: la gaita extremeña, una flauta de tres agujeros, similar a la chifla de León y Zamora, la xipla del occidente asturiano, la gaita de Huelva, al pito ibicenco, al flabiol catalán y al txistu vasco.
- En Salamanca: la gaita charra, una flauta de tres agujeros, similar a la chifla de León y Zamora, la xipla del occidente asturiano, la gaita de Huelva, al pito ibicenco, al flabiol catalán y al txistu vasco.
- En Andalucía:[17] la gaita, flauta, gaita rociera, flauta rociera o, incluso, pito rociero, son denominaciones de un mismo instrumento, la flauta de tres agujeros propia de la provincia de Huelva y, por extensión, del Aljarafe (comarca sevillana colindante con Huelva) y de toda Andalucía; resulta similar a las gaitas antes mencionadas de Extremadura, León y Salamanca, pero con afinación y dimensiones diferentes.
- En Venezuela : la gaita zuliana o marabina es un género musical muy popular en el país.
- En Colombia (etnia Kogui): la gaita colombiana (kogui: kuisi), un tipo de flauta indígena.

## Gaita electrónica

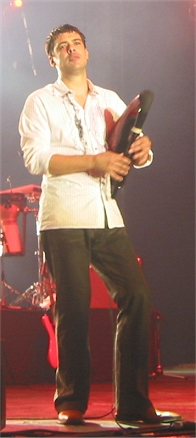
José Ángel Hevia con su gaita midi.

El gaitero asturiano José Ángel Hevia inventó junto a Alberto Arias y Miguel Dopico, en la década de 1990, la «gaita MIDI». Ésta es una gaita de funcionamiento totalmente electrónico, que permite reproducir infinidad de timbres distintos e imitar el sonido de cualquier tipo de gaita, aunque está basada en la asturiana. Evidentemente, se suprime el soplete y el fuelle original, que es sustituido por un cuerpo sin más función que el ser acoplado bajo el brazo para mantener la posición normal del tocado de gaita.
Curiosamente, la idea y motivación para desarrollar la gaita MIDI fue el problema que surgía a algunos alumnos de Hevia, que no podían practicar en sus casas debido al gran volumen del instrumento tradicional y su aguijoneador e incisivo sonido (más para los no iniciados).